# اندیس (ساوه)
اندیس روستایی است از توابع بخش مرکزی شهرستان ساوه در استان مرکزی ایران.

## جمعیت
این روستا در دهستان قره‌چای قرار دارد و براساس سرشماری مرکز آمار ایران در سال ۱۳۸۵، جمعیت آن ۴۸۹ نفر (۱۳۹ خانوار) است.